# Ivan Allen

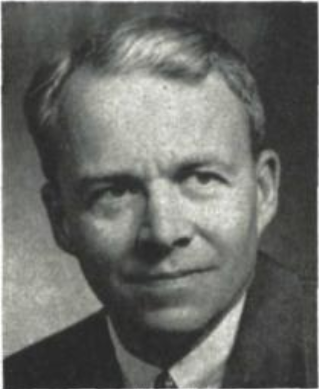
Ivan Allen (1952)

Ivan Allen Jr. (* 15. März 1911 in Atlanta; † 2. Juli 2003 in Sandy Springs) war ein US-amerikanischer Politiker der Demokratischen Partei. Er war von 1962 bis 1970 Bürgermeister von Atlanta.

## Leben
Ivan Allen war der Sohn des erfolgreichen Unternehmers Ivan Allen Sr. und dessen Frau Irene Beaumont Allen. Er studierte 1929 bis 1933 Betriebswirtschaftslehre am Georgia Institute of Technology, woraufhin er im väterlichen Unternehmen arbeitete. 1936 heiratete er Louise Richardson, die einer reichen Familie entstammte. Gemeinsam hatten sie drei Söhne. Während des Zweiten Weltkriegs diente er als Offizier im United States Army Quartermaster Corps. Nach einer kurzen Zeit als executive Secretary des Gouverneurs von Georgia Ellis Arnall übernahm Allen 1946 die Unternehmensführung von seinem Vater.
Allen wurde früh gesellschaftlich aktiv und gewann 1960 die Wahl zum Vorsitz der Industrie- und Handelskammer von Atlanta. 1961 konnte er sich bei der Bürgermeisterwahl Atlantas gegen Lester Maddox durchsetzen. Sein Vorgänger, William B. Hartsfield, war nach beinahe einem Vierteljahrhundert im Amt in den Ruhestand gegangen. Allen trat sein Amt 1962 an. Während seiner Amtszeit verbesserte sich die wirtschaftliche Lage der Stadt; es wurden neue Arbeitsplätze geschaffen und eine Vielzahl neuer öffentlicher Gebäude errichtet. Dazu gehörte der Baut des Atlanta-Fulton County Stadiums, das für das neu nach Atlanta gezogene Team der Atlanta Braves gedacht war.
Er führte die Desegregationspolitik seines Vorgängers fort und überzeugte viele der städtischen Geschäfte, freiwillig die Rassentrennung zu beenden. Auch für öffentliche Gebäude ordnete er die Aufhebung der Rassentrennung an. 1963 sprach er sich als einziger Politiker aus den Südstaaten vor einer Anhörung des Kongress für den Civil Rights Act of 1964 aus. Er arbeitete mit Bürgerrechtlern wie Martin Luther King und seiner Southern Christian Leadership Conference (SCLC) zusammen und ehrte ihn nach der Friedensnobelpreisverleihung 1964 mit einem Staatsbankett. Später war Allen in Folge der Ermordung Kings an der Organisation von dessen Beerdigung beteiligt. Mehrfach kritisiert von Seiten der Bürgerrechtsorganisationen wurde Allens Entscheidung, 1962 die Peyton Road schwarzen Wohnungssuchenden mit einer Betonmauer zu schließen. Die Mauer musste auf gerichtlicher Anordnung hin abgerissen werden.
Allen wurde einmal wiedergewählt und war bis 1970 Bürgermeister. Sein Nachfolger war Sam Massell. Er verstarb 2003.